# Zanamivir
Le zanamivir (Relenza) est un inhibiteur de la neuraminidase utilisé dans le traitement et la prophylaxie de l'influenza (grippe) A et de l'influenza B. Le zanamivir a été la première molécule de ce groupe à avoir été mise sur le marché.
En traitement curatif, son efficacité sur l'incidence des décès et des complications liées à la grippe n'a cependant pas été prouvée. Son utilisation chez des enfants de 5 à 12 ans a permis de raccourcir la durée des symptômes d'environ 1 jour.
Chez des personnes atteintes de la grippe, son efficacité est identique à celle de l'oseltamivir (Tamiflu) et reste modérée (diminution de la durée des symptômes d'une demi-journée) mais les effets secondaires sont moindres.
Chez les personnes en bonne santé, le zanamivir a permis une réduction de l'incidence de la grippe.
En traitement préventif, chez des personnes à risque accru, son efficacité n'a pas été démontrée (idem pour son concurrent l'oseltamivir).
Récemment, des études ont montré que le zanamivir aurait des avantages par rapport à l'oseltamivir concernant son pouvoir de liaison à la neuraminidase du virus H5N1,,.
Selon l'Organisation Mondiale de la Santé, ce médicament antiviral, lorsqu'il est administré par inhalation (tel qu'avec le Relenza produit par GlaxoSmithKline), aurait des effets sur le virus de grippe H1N1 apparu au Mexique en mars 2009,.
D'ailleurs, le Centers for Disease Control and Prevention préconise l'utilisation du Relenza à la place du Tamiflu pour tous les types de virus grippaux, y compris H1N1. En effet, trop de virus commencent à se montrer résistants à l'oseltamivir.

## Développement
Le zanamivir a été découvert en 1989 par des chercheurs de la compagnie australienne de  biotechnologie Biota.